# Skørping
Skørping är en ort i norra Jylland, Danmark, omkring 25 kilometer söder om Ålborg, i Rebilds kommun i Region Nordjylland. Orten har 2 875 invånare (2012). Före kommunreformen 2007 tillhörde den Skørpings kommun.
Skørping utvecklades kring järnvägen (Østjyske længdebane), som kom hit 1869. Orten ligger i norra delen av Rold Skov, en av Danmarks största skogar. I närheten ligger naturområdet Rebild Bakker. Några kilometer åt nordväst återfinns Rebilds kommuns huvudort, Støvring.